# Лучія Перетті
Лучія Перетті (італ. Lucia Peretti) — італійська ковзанярка, що спеціалізується на шорт-треку, олімпійська медалістка, медалістка чемпіонатів світу та Європи. 
Бронзову олімпійську медаль Перетті виборола на Іграх 2014 року в Сочі в складі італійської команди в естафеті на 3000 метрів. На Пхьончханській олімпіаді 2018 року вона, разом із італійською командою, здобула срібну медаль.

## Виноски
1. ↑  Women's 3000 metre relay results. Архів оригіналу за 21 лютого 2018. Процитовано 1 березня 2018.